# Ingrid Lohmann
Ingrid Lohmann (* 1953 in Wesel am Niederrhein) ist Professorin i. R. für Ideen- und Sozialgeschichte der Erziehung an der Universität Hamburg.

## Leben und wissenschaftlicher Werdegang
Nach dem Abitur studierte Lohmann an der Universität Münster Erziehungswissenschaft, Sozialwissenschaft, Philosophie und Psychologie und schloss das Studium 1977 mit dem Ersten Staatsexamen für das Lehramt an Gymnasien sowie 1978 mit dem Diplom in Pädagogik ab. Von 1978 bis 1985 war sie wissenschaftliche Mitarbeiterin in einem mathematikhistorischen Forschungsprojekt an der Universität Bielefeld. Im Jahr 1983 promovierte sie bei Herwig Blankertz mit der Dissertation Lehrplan und Allgemeinbildung in Preußen, einer Fallstudie zur Lehrplantheorie Friedrich Schleiermachers.
1985 bis 1991 war sie Hochschulassistentin an der Universität Hamburg, wurde dort mit der Studie Bildung, bürgerliche Öffentlichkeit und Beredsamkeit. Zur pädagogischen Transformation der Rhetorik zwischen 1750 und 1850 habilitiert und erlangte dadurch die Venia legendi für Historische und Systematische Erziehungswissenschaft. 1992 wurde sie Professorin für Ideen- und Sozialgeschichte der Erziehung an der Universität Hamburg.
2017 bis 2022 leitete  sie das Projekt „Das Wissen über Türken und die Türkei in der Pädagogik. Analyse des diskursiven Wandels, 1839–1945“ der Deutschen Forschungsgemeinschaft.

## Forschungsschwerpunkte
Ihre Forschungsschwerpunkte sind: Beziehungen zwischen pädagogischem und ökonomischem Diskurs in der Neuzeit, jüdische Bildungsgeschichte in Deutschland, Kritik der Privatisierung und Kommerzialisierung des Bildungs- und Wissenschaftsbereichs, Diskursanalysen zur deutschen Bildungsgeschichte des 19. und 20. Jahrhunderts, deutsch-türkische Bildungsgeschichte.

## Auszeichnungen, Preise
Trägerin des Ernst-Christian-Trapp-Preises der Deutschen Gesellschaft für Erziehungswissenschaft (DGfE)

## Mitgliedschaften
Ingrid Lohmann ist bzw. war Mitglied der Leibniz-Sozietät der Wissenschaften zu Berlin und der Wissenschaftlichen Beiräte von Attac Deutschland (bis 2020), von Bildungsgeschichte. International Journal for the Historiography of Education (IJHE, bis 2022), der Datenbank Library of the Haskala an der Goethe-Universität Frankfurt am Main sowie der DFG-Kollegforschungsgruppe Maimonides Centre for Advanced Studies – Jewish Scepticism der Universität Hamburg. Sie war außerdem langjähriges Mitglied der Deutschen Gesellschaft für die Erforschung des 18. Jahrhunderts (DGEJ), der Vereinigung für Jüdische Studien (VJS), des  Bundes demokratischer Wissenschaftlerinnen und Wissenschaftler (BdWi) und der Rosa-Luxemburg-Stiftung. 2006–2012 war sie Vorstand und 2010–2012 stellvertretende Vorsitzende der Deutschen Gesellschaft für Erziehungswissenschaft (DGfE).

## Schriften (Auswahl)
- Lehrplan und Allgemeinbildung in Preußen. Eine Fallstudie zur Lehrplantheorie F. E. D. Schleiermachers (= Europäische Hochschulschriften. Reihe 11. Pädagogik. Band 186). Lang, Frankfurt am Main/Bern/New York 1984, ISBN 3-8204-5159-5 (Zugleich: Dissertation. Universität Münster 1983). Redaktionell überarbeitete Fassung 2014, urn:nbn:de:0111-opus-93323
- Bildung, bürgerliche Öffentlichkeit und Beredsamkeit. Zur pädagogischen Transformation der Rhetorik zwischen 1750 und 1850 (= Internationale Hochschulschriften). Waxmann, Münster/New York 1993, ISBN 3-89325-135-9 (Zugleich: Habilitationsschrift. Universität Hamburg).
- Bildung am Ende der Moderne. Beiträge zur Kritik der Privatisierung des Bildungswesens. Universität Hamburg, DIPF, Frankfurt am Main 2014, DNB 1080943633, urn:nbn:de:0111-opus-94767.

(Mit-)Herausgeberschaften
- Kulturpolitik für die neue Türkei. Friedrich Schrader und der Osmanische Lloyd, Konstantinopel 1908-1918. Eine kommentierte Quellensammlung, mit Timm Gerd Hellmanzik. (Klinkhardt) 2025, ISBN 978-3-7815-2697-6, https://doi.org/10.35468/6157
- Wie die Türken in unsere Köpfe kamen. Eine deutsche Bildungsgeschichte, mit Julika Böttcher, Christine Mayer und Sylvia Kesper-Biermann. (Klinkhardt) 2021ff. .
- Auf dem Weg ins Türkische Reich. Ein bildungshistorisches Lesebuch, mit Julika Böttcher. (Klinkhardt) 2022, ISBN 978-3-7815-2519-1, urn:nbn:de:0111-pedocs-248294.
- Türken- und Türkeibilder im 19. und 20. Jahrhundert – Pädagogik, Bildungspolitik, Kulturtransfer, mit Julika Böttcher. (Klinkhardt) 2021, ISBN 978-3-7815-2436-1, urn:nbn:de:0111-pedocs-219281.
- Jüdische Bildungsgeschichte in Deutschland (Waxmann) .
- Jahrbuch für Pädagogik (Peter Lang), ab JP 2020 bei Beltz Juventa.
- Historische Bildungsforschung, mit Rita Casale und Eva Matthes, (Klinkhardt) .
- Hamburger Schlüsseldokumente zur deutsch-jüdischen Geschichte des Instituts für die Geschichte der deutschen Juden (IGdJ), Hamburg.
- Naphtali Herz Wessely. Worte des Friedens und der Wahrheit. Dokumente einer Kontroverse über Erziehung in der europäischen Spätaufklärung (= Jüdische Bildungsgeschichte in Deutschland. Band 8). Eingeleitet und kommentiert von Ingrid Lohmann, mitherausgegeben von Rainer Wenzel und Uta Lohmann. Aus dem Hebräischen übersetzt und mit Anmerkungen versehen von Rainer Wenzel. Waxmann, Münster/New York NY 2014, ISBN 978-3-8309-3136-2.
- Schöne neue Bildung? Zur Kritik der Universität der Gegenwart, mit Sinah Mielich, Florian Muhl, Karl-Josef Pazzini, Laura Rieger, Eva Wilhelm (= Theorie Bilden. Band 24). Transcript, Bielefeld 2011, ISBN 978-3-8376-1751-1, urn:nbn:de:101:1-201511283744.
- Gesellschaftliche Bedingungen von Bildung und Erziehung. Eine Einführung, mit Andrea Liesner (= Kohlhammer-Urban-Taschenbücher. Band 638). Kohlhammer, Stuttgart 2010, ISBN 978-3-17-021211-4, urn:nbn:de:101:1-20130624534.
- Bachelor bolognese. Erfahrungen mit der neuen Studienstruktur, mit Andrea Liesner. Barbara Budrich, Opladen/Farmington Hills, Mich. 2009, ISBN 978-3-86649-767-2, urn:nbn:de:101:1-20150214880.
- Die verkaufte Bildung. Kritik und Kontroversen zur Kommerzialisierung von Schule, Weiterbildung, Erziehung und Wissenschaft, mit Rainer Rilling. Leske + Budrich, Opladen 2002, ISBN 978-3-8100-3348-2.
- Chevrat Chinuch Nearim. Die jüdische Freischule in Berlin (1778–1825) im Umfeld preußischer Bildungspolitik und jüdischer Kultusreform. Eine Quellensammlung (= Jüdische Bildungsgeschichte in Deutschland. Band 1). 2 Bände. Waxmann, Münster 2001, ISBN 3-89325-780-2.

Aufsätze
- Über den Beginn der Etablierung allgemeiner Bildung. Friedrich Schleiermacher als Direktor der Berliner wissenschaftlichen Deputation. In: Zeitschrift für Pädagogik. Band 30, Nr. 6, 1984, S. 749–773.
- Allgemeinbildung – Metawissen – Urteilskraft. In: Allgemeine Bildung. Analysen zu ihrer Wirklichkeit, Versuche über ihre Zukunft. Hrsg. von Heinz-Elmar Tenorth. Beltz, Weinheim 1986, S. 215–230.
- Über die Anfänge bürgerlicher Gesprächskultur. Moses Mendelssohn (1729–1786) und die Berliner Aufklärung. In: Pädagogische Rundschau. Band 46, Nr. 1, 1992, S. 35–49.
- Die Juden als Repräsentanten des Universellen. Zur gesellschaftspolitischen Ambivalenz klassischer Bildungstheorie. In: Ingrid Gogolin, Marianne Krüger-Potratz, Meinert A. Meyer (Hrsg.): Pluralität und Bildung. Leske + Budrich, Opladen 1998, S. 153–178.
- http://www.bildung.com/ – Strukturwandel der Bildung in der Informationsgesellschaft. In: Ingrid Gogolin, Dieter Lenzen (Hrsg.): Medien-Generation. Beiträge zum 16. Kongreß der Deutschen Gesellschaft für Erziehungswissenschaft. Leske + Budrich, Opladen 1999, ISBN 3-8100-2256-X, S. 183–208, doi:10.1007/978-3-322-93349-2_11 (die Webadresse ist Teil des Aufsatztitels).
- Cognitive Mapping im Cyberpunk – Wie Jugendliche Wissen über die Welt erwerben. In: Petra Mayerhofer, Christoph Spehr (Hrsg.): Out of this world! Beiträge zu Science-Fiction, Politik & Utopie (= Argument. Sonderband. N. F., AS 288). Argument-Verlag, Hamburg 2002, ISBN 3-88619-288-1, S. 171–184.
- Tora und Vernunft. Erneuerung der Religion als Medium der Verbürgerlichung in der jüdischen Aufklärung. In: Zeitschrift für Erziehungswissenschaft. 9. Jg., Heft 2, 2006, S. 203–218.
- Erziehung und Bildung im antiken Israel und im frühen Judentum. In: Johannes Christes, Richard Klein, Christoph Lüth (Hrsg.): Handbuch der Erziehung und Bildung in der Antike. Wissenschaftliche Buchgesellschaft, Darmstadt 2006, S. 183–222.
- mit Christine Mayer: Dimensions of 18th Century Educational Thinking in Germany: Rhetoric and Gender Anthropology. In: History of Education. Band 37, Nr. 1, 2008, ISSN 0046-760X, S. 113–139, doi:10.1080/00467600701254024.
- Gott und Natur, Arbeit und Eigentum – Zur Konzeption naturwissenschaftlichen Unterrichts in der späten Aufklärung. In: Dieter Kirchhöfer, Christa Uhlig (Hrsg.): Naturwissenschaftliche Bildung im Gesamtkonzept von schulischer Allgemeinbildung. Peter Lang, Frankfurt am Main/Bern 2009, S. 159–174.
- Euchels Bildungskonzeption. Interkulturelle Koexistenz, Reichtumskritik und Einbruch der Wirklichkeit in eine Erzählung. In: Marion Aptroot, Andreas Kennecke, Christoph Schulte (Hrsg.): Isaac Euchel. Der Kulturrevolutionär der jüdischen Aufklärung. Wehrhahn, Hannover 2010, S. 167–195.
- Das Motiv des Bilderverbots bei Moses Mendelssohn. In: Das achtzehnte Jahrhundert. Zeitschrift der Deutschen Gesellschaft für die Erforschung des achtzehnten Jahrhunderts. Band 36, Nr. 1, 2012, ISSN 0722-740X, S. 33–42.
- mit Benjamin Begemann, Julika Böttcher, Markus Claas u. a.: Wie die Türken in unsere Köpfe kamen. Das Türkei-Bild in der deutschen Pädagogik zwischen 1820 und 1930. In: Zeitschrift für Erziehungswissenschaft. Band 16, Nr. 4, 2013, S. 751–772.
- Deutsche Pädagogik im Ersten Weltkrieg – Skizze einer Diskursanalyse. In: Pädagogik in Zeiten von Krieg und Terror. Jahrbuch für Pädagogik 2017. Redaktion: David Salomon, Jürgen-Matthias Springer, Anke Wischmann. Berlin: Peter Lang  2018, ISSN 0941-1461, S. 15–59, urn:nbn:de:0111-pedocs-165742.
- Deutsch-türkischer Bildungsraum um 1918 – Akteure, Visionen und Transformationen (mit Julika Böttcher, Sylvia Kesper-Biermann, Christine Mayer). In: Jahrbuch für Historische Bildungforschung 25. Bad Heilbrunn: Klinkhardt 2019, S. 114–159.
- Lieber Türken als Levantiner. Deutsche Kolonialinteressen an der Türkei und die Stimme der Pädagogik im langen 19. Jahrhundert. In: dies.; Böttcher, Julika (Hrsg.): Türken- und Türkeibilder im 19. und 20. Jahrhundert. Pädagogik, Bildungspolitik, Kulturtransfer. Bad Heilbrunn: Klinkhardt 2021, S. 43–72, urn:nbn:de:0111-pedocs-219311.
- Historisches Stichwort: Education. In: Jahrbuch für Pädagogik 2020. Weinheim: Beltz Juventa 2022, S. 282–291, urn:nbn:de:0111-pedocs-237571.
- Wie Blankertz mit seiner Humboldt-Interpretation falschliegt und dennoch Richtiges folgert. In: Tim Zumhof, Andreas Oberdorf (Hrsg.): Herwig Blankertz und die pädagogische Historiografie. Münster, New York: Waxmann 2022, S. 209–225.